# Thalassoascus
Thalassoascus — рід грибів. Назва вперше опублікована 1926 року.

## Класифікація
До роду Thalassoascus відносять 3 види:
- Thalassoascus cystoseirae
- Thalassoascus lessoniae
- Thalassoascus tregoubovii